# Strychnos fallax
Strychnos fallax är en tvåhjärtbladig växtart som beskrevs av Leeuwenb.. Strychnos fallax ingår i släktet Strychnos och familjen Loganiaceae. Inga underarter finns listade i Catalogue of Life.